# Shota Kobayashi
Shota Kobayashi (古林 将太, Kobayashi Shota) est un footballeur japonais né le 11 mai 1991. Il évolue au poste de milieu de terrain.

## Palmarès
- Champion de J-League 2 en 2014 avec le Shonan Bellmare